# Liste der Kulturdenkmale in der Löbervorstadt
Die Liste der Kulturdenkmale in der Löbervorstadt enthält die Kulturdenkmale des Stadtteils Löbervorstadt der thüringischen Landeshauptstadt Erfurt, die vom Thüringischen Landesamt für Denkmalpflege und Archäologie als Bau- und Kunstdenkmale auf dem Gebiet der Stadt mit Stand vom 11. April 2024 erfasst wurden.

## Legende
- Bild: zeigt ein Bild des Kulturdenkmals und gegebenenfalls einen Link zu weiteren Fotos des Kulturdenkmals im Medienarchiv Wikimedia Commons
- Bezeichnung: Name, Bezeichnung oder die Art des Kulturdenkmals
- Lage: Wenn vorhanden Straßenname und Hausnummer des Kulturdenkmals; Grundsortierung der Liste erfolgt nach dieser Adresse. Der Link Karte führt zu verschiedenen Kartendarstellungen und nennt die Koordinaten des Kulturdenkmals.
 Kartenansicht, um Koordinaten zu setzen – in dieser Kartenansicht sind Kulturdenkmale ohne Koordinaten mit einem roten bzw. orangen Marker dargestellt und können in der Karte gesetzt werden. Kulturdenkmale ohne Bild sind mit einem blauen bzw. roten Marker gekennzeichnet, Kulturdenkmale mit Bild mit einem grünen bzw. orangen Marker.
- Datierung: gibt das Jahr der Fertigstellung beziehungsweise das Datum der Erstnennung oder den Zeitraum der Errichtung an
- Beschreibung: bauliche und geschichtliche Einzelheiten des Kulturdenkmals, vorzugsweise die Denkmaleigenschaften
- ID: Die ID identifiziert das Kulturdenkmal eindeutig. In Thüringen sind aktuell keine IDs veröffentlicht. In der ID-Spalte kann sich auch folgendes Icon  befinden, dies führt zu Angaben zu diesem Kulturdenkmal bei Wikidata.

## Liste der Kulturdenkmale in der Löbervorstadt
| Bild                           | Bezeichnung                                                   | Lage                                                                                                  | Datierung | Beschreibung | ID |
| ------------------------------ | ------------------------------------------------------------- | --- | --------- | --- | -- |
| weitere Bilder Fotos hochladen |                                                               | Am Hopfenberg 6 (Karte)                                                                               |           | Teil des Ensembles Bauliche Gesamtanlage Wohnanlage Hopfenberg |    |
| weitere Bilder Fotos hochladen |                                                               | Am Hopfenberg 7 (Karte)                                                                               |           | Teil des Ensembles Bauliche Gesamtanlage Wohnanlage Hopfenberg |    |
| weitere Bilder Fotos hochladen |                                                               | Am Hopfenberg 8 (Karte)                                                                               |           | Teil des Ensembles Bauliche Gesamtanlage Wohnanlage Hopfenberg |    |
| weitere Bilder Fotos hochladen |                                                               | Am Hopfenberg 9 (Karte)                                                                               |           | Teil des Ensembles Bauliche Gesamtanlage Wohnanlage Hopfenberg |    |
| weitere Bilder Fotos hochladen |                                                               | Am Hopfenberg 10 (Karte)                                                                              |           | Teil des Ensembles Bauliche Gesamtanlage Wohnanlage Hopfenberg |    |
| weitere Bilder Fotos hochladen |                                                               | Am Hopfenberg 11 (Karte)                                                                              |           | Teil des Ensembles Bauliche Gesamtanlage Wohnanlage Hopfenberg |    |
| weitere Bilder Fotos hochladen |                                                               | Am Hopfenberg 14 (Karte)                                                                              |           | Teil des Ensembles Bauliche Gesamtanlage Wohnanlage Hopfenberg |    |
| weitere Bilder Fotos hochladen |                                                               | Am Hopfenberg 17 (Karte)                                                                              |           | Teil des Ensembles Bauliche Gesamtanlage Wohnanlage Hopfenberg |    |
| weitere Bilder Fotos hochladen |                                                               | Am Hopfenberg 18 (Karte)                                                                              |           | Teil des Ensembles Bauliche Gesamtanlage Wohnanlage Hopfenberg |    |
| weitere Bilder Fotos hochladen |                                                               | Am Hopfenberg 18a (Karte)                                                                             |           | Teil des Ensembles Bauliche Gesamtanlage Wohnanlage Hopfenberg |    |
| weitere Bilder Fotos hochladen |                                                               | Am Hopfenberg 19 (Karte)                                                                              |           | Teil des Ensembles Bauliche Gesamtanlage Wohnanlage Hopfenberg |    |
| weitere Bilder Fotos hochladen |                                                               | Am Hopfenberg 20 (Karte)                                                                              |           | Teil des Ensembles Bauliche Gesamtanlage Wohnanlage Hopfenberg |    |
| weitere Bilder Fotos hochladen | Stadtpark                                                     | Am Stadtpark (Karte)                                                                                  |           | Historische Park- und Gartenanlage |    |
| weitere Bilder Fotos hochladen |                                                               | Am Stadtpark 8 (Karte)                                                                                |           | Teil des Ensembles Bauliche Gesamtanlage Wohnanlage Am Stadtpark |    |
| weitere Bilder Fotos hochladen |                                                               | Am Stadtpark 9 (Karte)                                                                                |           | Teil des Ensembles Bauliche Gesamtanlage Wohnanlage Am Stadtpark |    |
| weitere Bilder Fotos hochladen |                                                               | Am Stadtpark 10 (Karte)                                                                               |           | Teil des Ensembles Bauliche Gesamtanlage Wohnanlage Am Stadtpark |    |
| weitere Bilder Fotos hochladen |                                                               | Am Stadtpark 11 (Karte)                                                                               |           | Teil des Ensembles Bauliche Gesamtanlage Wohnanlage Am Stadtpark |    |
| weitere Bilder Fotos hochladen |                                                               | Am Stadtpark 12 (Karte)                                                                               |           | Teil des Ensembles Bauliche Gesamtanlage Wohnanlage Am Stadtpark |    |
| weitere Bilder Fotos hochladen |                                                               | Am Stadtpark 15 (Karte)                                                                               |           | Teil des Ensembles Bauliche Gesamtanlage Wohnanlage Östliches Löberfeld |    |
| weitere Bilder Fotos hochladen |                                                               | Am Stadtpark 16 (Karte)                                                                               |           | Teil des Ensembles Bauliche Gesamtanlage Wohnanlage Östliches Löberfeld |    |
| weitere Bilder Fotos hochladen |                                                               | Am Stadtpark 26 (Karte)                                                                               |           | Teil des Ensembles Bauliche Gesamtanlage Wohnanlage Östliches Löberfeld |    |
| weitere Bilder Fotos hochladen |                                                               | Am Stadtpark 27 (Karte)                                                                               |           | Teil des Ensembles Bauliche Gesamtanlage Wohnanlage Östliches Löberfeld |    |
| weitere Bilder Fotos hochladen | Wohnhaus                                                      | Am Stadtpark 28 (Karte)                                                                               |           | einzelnes Baudenkmal; Teil des Ensembles Bauliche Gesamtanlage Wohnanlage Östliches Löberfeld |    |
| weitere Bilder Fotos hochladen |                                                               | Am Stadtpark 29 (Karte)                                                                               |           | Teil des Ensembles Bauliche Gesamtanlage Wohnanlage Östliches Löberfeld |    |
| weitere Bilder Fotos hochladen |                                                               | Am Stadtpark 30 (Karte)                                                                               |           | Teil des Ensembles Bauliche Gesamtanlage Wohnanlage Östliches Löberfeld |    |
| weitere Bilder Fotos hochladen |                                                               | Am Stadtpark 31 (Karte)                                                                               |           | Teil des Ensembles Bauliche Gesamtanlage Wohnanlage Am Stadtpark |    |
| weitere Bilder Fotos hochladen |                                                               | Am Stadtpark 32 (Karte)                                                                               |           | Teil des Ensembles Bauliche Gesamtanlage Wohnanlage Am Stadtpark |    |
| weitere Bilder Fotos hochladen |                                                               | Am Stadtpark 33 (Karte)                                                                               |           | Teil des Ensembles Bauliche Gesamtanlage Wohnanlage Am Stadtpark |    |
| weitere Bilder Fotos hochladen |                                                               | Am Stadtpark 33a (Karte)                                                                              |           | Teil des Ensembles Bauliche Gesamtanlage Wohnanlage Am Stadtpark |    |
| weitere Bilder Fotos hochladen | Bismarckturm                                                  | Am Tannenwäldchen (Karte)                                                                             | 1901      | einzelnes Baudenkmal |    |
| weitere Bilder Fotos hochladen | Gaststätte                                                    | Am Tannenwäldchen 28 (Karte)                                                                          |           | einzelnes Baudenkmal |    |
| BW                             | Gasthaus                                                      | Arnstädter Chaussee 9 (Karte)                                                                         |           | einzelnes Baudenkmal |    |
| weitere Bilder Fotos hochladen | Sühnekreuz für Heinrich von Siebleben                         | (Karte)                                                                                               |           | einzelnes Baudenkmal |    |
| weitere Bilder Fotos hochladen | Transformatorenhaus                                           | Arnstädter Straße (Karte)                                                                             |           | einzelnes Baudenkmal |    |
| BW                             | Kelleranlage                                                  | Arnstädter Hohle 6 (Karte)                                                                            |           | einzelnes Baudenkmal |    |
| BW                             | Nebengebäude                                                  | Arnstädter Hohle 6 (Karte)                                                                            |           | einzelnes Baudenkmal |    |
| BW                             | Gartenhaus                                                    | Arnstädter Hohle 6 (Karte)                                                                            |           | einzelnes Baudenkmal |    |
| weitere Bilder Fotos hochladen | Verwaltungsgebäude                                            | Arnstädter Straße 6 (Karte)                                                                           |           | einzelnes Baudenkmal; Teil des Ensembles Kennzeichnendes Straßen- und Platzbild Stadterweiterung Löberfeld |    |
| weitere Bilder Fotos hochladen |                                                               | Arnstädter Straße 8 (Karte)                                                                           |           | Teil des Ensembles Kennzeichnendes Straßen- und Platzbild Stadterweiterung Löberfeld |    |
| weitere Bilder Fotos hochladen |                                                               | Arnstädter Straße 10 (Karte)                                                                          |           | Teil des Ensembles Kennzeichnendes Straßen- und Platzbild Stadterweiterung Löberfeld |    |
| weitere Bilder Fotos hochladen |                                                               | Arnstädter Straße 11 (Karte)                                                                          |           | Teil des Ensembles Kennzeichnendes Straßen- und Platzbild Stadterweiterung Löberfeld |    |
| weitere Bilder Fotos hochladen |                                                               | Arnstädter Straße 12 (Karte)                                                                          |           | Teil des Ensembles Kennzeichnendes Straßen- und Platzbild Stadterweiterung Löberfeld |    |
| weitere Bilder Fotos hochladen |                                                               | Arnstädter Straße 13 (Karte)                                                                          |           | Teil des Ensembles Kennzeichnendes Straßen- und Platzbild Stadterweiterung Löberfeld |    |
| weitere Bilder Fotos hochladen |                                                               | Arnstädter Straße 14 (Karte)                                                                          |           | Teil des Ensembles Kennzeichnendes Straßen- und Platzbild Stadterweiterung Löberfeld |    |
| weitere Bilder Fotos hochladen |                                                               | Arnstädter Straße 15 (Karte)                                                                          |           | Teil des Ensembles Kennzeichnendes Straßen- und Platzbild Stadterweiterung Löberfeld |    |
| weitere Bilder Fotos hochladen |                                                               | Arnstädter Straße 17 (Karte)                                                                          |           | Teil des Ensembles Kennzeichnendes Straßen- und Platzbild Stadterweiterung Löberfeld |    |
| weitere Bilder Fotos hochladen |                                                               | Arnstädter Straße 19 (Karte)                                                                          |           | Teil des Ensembles Kennzeichnendes Straßen- und Platzbild Stadterweiterung Löberfeld |    |
| weitere Bilder Fotos hochladen |                                                               | Arnstädter Straße 21 (Karte)                                                                          |           | Teil des Ensembles Kennzeichnendes Straßen- und Platzbild Stadterweiterung Löberfeld |    |
| weitere Bilder Fotos hochladen | Verwaltungsgebäude                                            | Arnstädter Straße 28 (Karte)                                                                          |           | einzelnes Baudenkmal; Teil des Ensembles Bauliche Gesamtanlage Repräsentationsachse Arnstädter Straße |    |
| weitere Bilder Fotos hochladen | Verwaltungsgebäude                                            | Arnstädter Straße 34 (Karte)                                                                          |           | einzelnes Baudenkmal; Teil des Ensembles Bauliche Gesamtanlage Repräsentationsachse Arnstädter Straße |    |
| weitere Bilder Fotos hochladen | Tankstelle                                                    | Arnstädter Straße 36 (Karte)                                                                          |           | einzelnes Baudenkmal; Teil des Ensembles Bauliche Gesamtanlage Repräsentationsachse Arnstädter Straße |    |
| weitere Bilder Fotos hochladen | Wohnblock                                                     | Arnstädter Straße 38 (Karte)                                                                          |           | einzelnes Baudenkmal; Teil des Ensembles Bauliche Gesamtanlage Repräsentationsachse Arnstädter Straße |    |
| weitere Bilder Fotos hochladen | Einfriedung                                                   | Arnstädter Straße 38 (Karte)                                                                          |           | einzelnes Baudenkmal; Teil des Ensembles Bauliche Gesamtanlage Repräsentationsachse Arnstädter Straße |    |
| weitere Bilder Fotos hochladen | Garagengebäude                                                | Arnstädter Straße 38, 40, 42, 44, 46, Heinrich-Heine-Straße 24, Viktor-Scheffel-Straße 1a, 1b (Karte) |           | einzelnes Baudenkmal; Teil des Ensembles Bauliche Gesamtanlage Repräsentationsachse Arnstädter Straße |    |
| weitere Bilder Fotos hochladen | Wohnblock                                                     | Arnstädter Straße 40 (Karte)                                                                          |           | einzelnes Baudenkmal; Teil des Ensembles Bauliche Gesamtanlage Repräsentationsachse Arnstädter Straße |    |
| BW                             | Einfriedung                                                   | Arnstädter Straße 40 (Karte)                                                                          |           | einzelnes Baudenkmal; Teil des Ensembles Bauliche Gesamtanlage Repräsentationsachse Arnstädter Straße |    |
| weitere Bilder Fotos hochladen | Wohnblock                                                     | Arnstädter Straße 42 (Karte)                                                                          |           | einzelnes Baudenkmal; Teil des Ensembles Bauliche Gesamtanlage Repräsentationsachse Arnstädter Straße |    |
| weitere Bilder Fotos hochladen | Einfriedung                                                   | Arnstädter Straße 42 (Karte)                                                                          |           | einzelnes Baudenkmal; Teil des Ensembles Bauliche Gesamtanlage Repräsentationsachse Arnstädter Straße |    |
| weitere Bilder Fotos hochladen | Wohnblock                                                     | Arnstädter Straße 44 (Karte)                                                                          |           | einzelnes Baudenkmal; Teil des Ensembles Bauliche Gesamtanlage Repräsentationsachse Arnstädter Straße |    |
| weitere Bilder Fotos hochladen | Einfriedung                                                   | Arnstädter Straße 44 (Karte)                                                                          |           | einzelnes Baudenkmal; Teil des Ensembles Bauliche Gesamtanlage Repräsentationsachse Arnstädter Straße |    |
| weitere Bilder Fotos hochladen |                                                               | Arnstädter Straße 45 (Karte)                                                                          |           | Teil des Ensembles Bauliche Gesamtanlage Repräsentationsachse Arnstädter Straße |    |
| weitere Bilder Fotos hochladen | Wohnblock                                                     | Arnstädter Straße 46 (Karte)                                                                          |           | einzelnes Baudenkmal; Teil des Ensembles Bauliche Gesamtanlage Repräsentationsachse Arnstädter Straße |    |
| weitere Bilder Fotos hochladen | Einfriedung                                                   | Arnstädter Straße 46 (Karte)                                                                          |           | einzelnes Baudenkmal; Teil des Ensembles Bauliche Gesamtanlage Repräsentationsachse Arnstädter Straße |    |
| weitere Bilder Fotos hochladen | Seniorenheim, ehemals Reichsbahn-Waisenhort u. -Witwenhaus    | Arnstädter Straße 48 (Karte)                                                                          |           | einzelnes Baudenkmal; Teil des Ensembles Bauliche Gesamtanlage Repräsentationsachse Arnstädter Straße |    |
| weitere Bilder Fotos hochladen | Verwaltungsgebäude Landtag                                    | Arnstädter Straße 51 (Karte)                                                                          |           | einzelnes Baudenkmal; Teil des Ensembles Bauliche Gesamtanlage Repräsentationsachse Arnstädter Straße |    |
| weitere Bilder Fotos hochladen | Verwaltungsgebäude                                            | Beethovenstraße 3 (Karte)                                                                             |           | einzelnes Baudenkmal; Teil des Ensembles Bauliche Gesamtanlage Repräsentationsachse Arnstädter Straße |    |
| weitere Bilder Fotos hochladen |                                                               | Bodelschwinghstraße 5 (Karte)                                                                         |           | Teil des Ensembles Bauliche Gesamtanlage Wohnanlage Östliches Löberfeld |    |
| weitere Bilder Fotos hochladen | Wohnhaus                                                      | Bodelschwinghstraße 6 (Karte)                                                                         |           | einzelnes Baudenkmal; Teil des Ensembles Bauliche Gesamtanlage Wohnanlage Östliches Löberfeld |    |
| weitere Bilder Fotos hochladen | Wohnhaus                                                      | Bodelschwinghstraße 7 (Karte)                                                                         |           | einzelnes Baudenkmal; Teil des Ensembles Bauliche Gesamtanlage Wohnanlage Östliches Löberfeld |    |
| weitere Bilder Fotos hochladen | Wohnhaus                                                      | Bodelschwinghstraße 22 (Karte)                                                                        |           | einzelnes Baudenkmal; Teil des Ensembles Bauliche Gesamtanlage Wohnanlage Östliches Löberfeld |    |
| weitere Bilder Fotos hochladen |                                                               | Bodelschwinghstraße 23 (Karte)                                                                        |           | Teil des Ensembles Bauliche Gesamtanlage Wohnanlage Östliches Löberfeld |    |
| weitere Bilder Fotos hochladen |                                                               | Bodelschwinghstraße 24 (Karte)                                                                        |           | Teil des Ensembles Bauliche Gesamtanlage Wohnanlage Östliches Löberfeld |    |
| weitere Bilder Fotos hochladen |                                                               | Bodelschwinghstraße 25 (Karte)                                                                        |           | Teil des Ensembles Bauliche Gesamtanlage Wohnanlage Östliches Löberfeld |    |
| weitere Bilder Fotos hochladen |                                                               | Bodelschwinghstraße 26 (Karte)                                                                        |           | Teil des Ensembles Bauliche Gesamtanlage Wohnanlage Östliches Löberfeld |    |
| weitere Bilder Fotos hochladen |                                                               | Bodelschwinghstraße 27 (Karte)                                                                        |           | Teil des Ensembles Bauliche Gesamtanlage Wohnanlage Östliches Löberfeld |    |
| weitere Bilder Fotos hochladen | Wohnhaus                                                      | Bodelschwinghstraße 28 (Karte)                                                                        |           | einzelnes Baudenkmal; Teil des Ensembles Bauliche Gesamtanlage Wohnanlage Östliches Löberfeld |    |
| weitere Bilder Fotos hochladen | Wohnhaus                                                      | Bodelschwinghstraße 29 (Karte)                                                                        |           | einzelnes Baudenkmal; Teil des Ensembles Bauliche Gesamtanlage Wohnanlage Östliches Löberfeld |    |
| weitere Bilder Fotos hochladen | Wohnhaus                                                      | Bodelschwinghstraße 30 (Karte)                                                                        |           | einzelnes Baudenkmal; Teil des Ensembles Bauliche Gesamtanlage Wohnanlage Östliches Löberfeld |    |
| BW                             |                                                               | Charlottenstraße 5 (Karte)                                                                            |           | Teil des Ensembles Kennzeichnendes Straßen- und Platzbild Stadterweiterung Löberfeld |    |
| weitere Bilder Fotos hochladen |                                                               | Damaschkestraße 1 (Karte)                                                                             |           | Teil des Ensembles Bauliche Gesamtanlage Wohnanlage Östliches Löberfeld |    |
| weitere Bilder Fotos hochladen |                                                               | Damaschkestraße 2 (Karte)                                                                             |           | Teil des Ensembles Bauliche Gesamtanlage Wohnanlage Östliches Löberfeld |    |
| weitere Bilder Fotos hochladen |                                                               | Damaschkestraße 3 (Karte)                                                                             |           | Teil des Ensembles Bauliche Gesamtanlage Wohnanlage Östliches Löberfeld |    |
| weitere Bilder Fotos hochladen |                                                               | Damaschkestraße 4 (Karte)                                                                             |           | Teil des Ensembles Bauliche Gesamtanlage Wohnanlage Östliches Löberfeld |    |
| weitere Bilder Fotos hochladen |                                                               | Damaschkestraße 5 (Karte)                                                                             |           | Teil des Ensembles Bauliche Gesamtanlage Wohnanlage Östliches Löberfeld |    |
| BW                             |                                                               | Damaschkestraße 6 (Karte)                                                                             |           | Teil des Ensembles Bauliche Gesamtanlage Wohnanlage Östliches Löberfeld |    |
| weitere Bilder Fotos hochladen |                                                               | Damaschkestraße 7 (Karte)                                                                             |           | Teil des Ensembles Bauliche Gesamtanlage Wohnanlage Östliches Löberfeld |    |
| weitere Bilder Fotos hochladen | Gehörlosenschule: Schulgebäude                                | Damaschkestraße 8 (Karte)                                                                             |           | einzelnes Baudenkmal |    |
| weitere Bilder Fotos hochladen | Gehörlosenschule: Einfriedung                                 | Damaschkestraße 8 (Karte)                                                                             |           | einzelnes Baudenkmal |    |
| weitere Bilder Fotos hochladen | Gehörlosenschule: Hauptgebäude                                | Windthorststraße 41 (Karte)                                                                           |           | einzelnes Kulturdenkmal |    |
| weitere Bilder Fotos hochladen | Gehörlosenschule: Haus B                                      | Windthorststraße 41 (Karte)                                                                           |           | einzelnes Kulturdenkmal |    |
| weitere Bilder Fotos hochladen | Gehörlosenschule: Turnhalle                                   | Windthorststraße 41 (Karte)                                                                           |           | einzelnes Kulturdenkmal |    |
| weitere Bilder Fotos hochladen | Gehörlosenschule: nördliches Erweiterungsgebäude              | Windthorststraße 41 (Karte)                                                                           |           | einzelnes Kulturdenkmal |    |
| weitere Bilder Fotos hochladen | Gehörlosenschule: Einfriedung                                 | Windthorststraße 41 (Karte)                                                                           |           | einzelnes Kulturdenkmal |    |
| weitere Bilder Fotos hochladen |                                                               | Damaschkestraße 22 (Karte)                                                                            |           | Teil des Ensembles Bauliche Gesamtanlage Wohnanlage Östliches Löberfeld |    |
| weitere Bilder Fotos hochladen |                                                               | Damaschkestraße 23 (Karte)                                                                            |           | Teil des Ensembles Bauliche Gesamtanlage Wohnanlage Östliches Löberfeld |    |
| weitere Bilder Fotos hochladen |                                                               | Damaschkestraße 24 (Karte)                                                                            |           | Teil des Ensembles Bauliche Gesamtanlage Wohnanlage Östliches Löberfeld |    |
| weitere Bilder Fotos hochladen |                                                               | Damaschkestraße 25 (Karte)                                                                            |           | Teil des Ensembles Bauliche Gesamtanlage Wohnanlage Östliches Löberfeld |    |
| BW                             | Gehöft Forsthaus Eichenberg                                   | Eichenbergweg 1 (Karte)                                                                               |           | einzelnes Baudenkmal |    |
| weitere Bilder Fotos hochladen | Wohnhaus                                                      | Freiligrathstraße 4 (Karte)                                                                           |           | einzelnes Baudenkmal |    |
| BW                             | Schulgebäude                                                  | Friedrich-Ebert-Straße 52 (Karte)                                                                     |           | ehem. Bezirksparteischule mit Kindereinrichtung; einzelnes Baudenkmal |    |
| BW                             | Ehemaliges Krematorium                                        | Friedrich-Ebert-Straße 57 (Karte)                                                                     |           | einzelnes Baudenkmal |    |
| weitere Bilder Fotos hochladen | Wohnhaus                                                      | Friedrich-List-Straße 20 (Karte)                                                                      |           | einzelnes Baudenkmal |    |
| weitere Bilder Fotos hochladen |                                                               | Friedrich-List-Straße 31 (Karte)                                                                      |           | Bauliche Gesamtanlage Wohnanlage Am Stadtpark |    |
| weitere Bilder Fotos hochladen |                                                               | Friedrich-List-Straße 32 (Karte)                                                                      |           | Teil des Ensembles Bauliche Gesamtanlage Wohnanlage Am Stadtpark |    |
| weitere Bilder Fotos hochladen |                                                               | Friedrich-List-Straße 32a (Karte)                                                                     |           | Teil des Ensembles Bauliche Gesamtanlage Wohnanlage Am Stadtpark |    |
| BW                             |                                                               | Friedrich-List-Straße 33 (Karte)                                                                      |           | Teil des Ensembles Bauliche Gesamtanlage Wohnanlage Am Stadtpark |    |
| weitere Bilder Fotos hochladen |                                                               | Friedrich-List-Straße 33a (Karte)                                                                     |           | Teil des Ensembles Bauliche Gesamtanlage Wohnanlage Am Stadtpark |    |
| weitere Bilder Fotos hochladen |                                                               | Friedrich-List-Straße 34 (Karte)                                                                      |           | Bauliche Gesamtanlage Wohnanlage Am Stadtpark |    |
| weitere Bilder Fotos hochladen |                                                               | Friedrich-List-Straße 35 (Karte)                                                                      |           | Teil des Ensembles Bauliche Gesamtanlage Wohnanlage Östliches Löberfeld |    |
| weitere Bilder Fotos hochladen |                                                               | Friedrich-List-Straße 36 (Karte)                                                                      |           | Teil des Ensembles Bauliche Gesamtanlage Wohnanlage Östliches Löberfeld |    |
| weitere Bilder Fotos hochladen | Wohnhaus                                                      | Geibelstraße 5 (Karte)                                                                                |           | mit Ausstattung; einzelnes Baudenkmal |    |
| BW                             | Garten                                                        | Geibelstraße 5 (Karte)                                                                                |           | einzelnes Baudenkmal |    |
| weitere Bilder Fotos hochladen | Einfriedung                                                   | Geibelstraße 5 (Karte)                                                                                |           | einzelnes Baudenkmal |    |
| weitere Bilder Fotos hochladen | Wohnhaus                                                      | Gerhart-Hauptmann-Straße 6 (Karte)                                                                    |           | einzelnes Baudenkmal |    |
| weitere Bilder Fotos hochladen | Einfriedung                                                   | Gerhart-Hauptmann-Straße 6 (Karte)                                                                    |           | einzelnes Baudenkmal |    |
| weitere Bilder Fotos hochladen | Wohnhaus                                                      | Gerhart-Hauptmann-Straße 26 (Karte)                                                                   |           | einzelnes Baudenkmal |    |
| BW                             | Einfriedung                                                   | Gerhart-Hauptmann-Straße 26 (Karte)                                                                   |           | einzelnes Baudenkmal |    |
| weitere Bilder Fotos hochladen |                                                               | Goethestraße 1 (Karte)                                                                                |           | Teil des Ensembles Kennzeichnendes Straßen- und Platzbild Stadterweiterung Löberfeld |    |
| weitere Bilder Fotos hochladen |                                                               | Goethestraße 2 (Karte)                                                                                |           | Teil des Ensembles Kennzeichnendes Straßen- und Platzbild Stadterweiterung Löberfeld |    |
| weitere Bilder Fotos hochladen |                                                               | Goethestraße 3 (Karte)                                                                                |           | Teil des Ensembles Kennzeichnendes Straßen- und Platzbild Stadterweiterung Löberfeld |    |
| weitere Bilder Fotos hochladen | Wohnhaus                                                      | Goethestraße 4 (Karte)                                                                                |           | einzelnes Baudenkmal; Teil des Ensembles Kennzeichnendes Straßen- und Platzbild Stadterweiterung Löberfeld |    |
| weitere Bilder Fotos hochladen | Wohnhaus                                                      | Goethestraße 5 (Karte)                                                                                |           | einzelnes Baudenkmal; Teil des Ensembles Kennzeichnendes Straßen- und Platzbild Stadterweiterung Löberfeld |    |
| weitere Bilder Fotos hochladen | Wohnhaus                                                      | Goethestraße 7 (Karte)                                                                                |           | einzelnes Baudenkmal |    |
| weitere Bilder Fotos hochladen | Wohnhaus                                                      | Goethestraße 10 (Karte)                                                                               |           | einzelnes Baudenkmal |    |
| weitere Bilder Fotos hochladen | Wohnhaus                                                      | Goethestraße 11 (Karte)                                                                               |           | einzelnes Baudenkmal |    |
| weitere Bilder Fotos hochladen | Wohnhaus                                                      | Goethestraße 20 (Karte)                                                                               |           | einzelnes Baudenkmal |    |
| weitere Bilder Fotos hochladen | Wohnhaus                                                      | Goethestraße 23 (Karte)                                                                               |           | einzelnes Baudenkmal |    |
| weitere Bilder Fotos hochladen | Wohnhaus                                                      | Goethestraße 24 (Karte)                                                                               |           | einzelnes Baudenkmal |    |
| weitere Bilder Fotos hochladen | Pavillon                                                      | Goethestraße 34 (Karte)                                                                               |           | einzelnes Baudenkmal |    |
| weitere Bilder Fotos hochladen | Wohnhaus                                                      | Goethestraße 37 (Karte)                                                                               |           | einzelnes Baudenkmal |    |
| weitere Bilder Fotos hochladen | Wohnhaus                                                      | Goethestraße 39 (Karte)                                                                               |           | einzelnes Baudenkmal |    |
| weitere Bilder Fotos hochladen | Wohnhaus                                                      | Goethestraße 60 (Karte)                                                                               |           | einzelnes Baudenkmal |    |
| weitere Bilder Fotos hochladen | Wohnhaus                                                      | Goethestraße 73 (Karte)                                                                               |           | einzelnes Baudenkmal |    |
| weitere Bilder Fotos hochladen | Wohnhaus                                                      | Goethestraße 74 (Karte)                                                                               |           | einzelnes Baudenkmal |    |
| weitere Bilder Fotos hochladen |                                                               | Goethestraße 80 (Karte)                                                                               |           | Teil des Ensembles Kennzeichnendes Straßen- und Platzbild Stadterweiterung Löberfeld |    |
| weitere Bilder Fotos hochladen |                                                               | Goethestraße 81 (Karte)                                                                               |           | Teil des Ensembles Kennzeichnendes Straßen- und Platzbild Stadterweiterung Löberfeld |    |
| weitere Bilder Fotos hochladen | Verwalterhaus                                                 | Grimmstraße 21 (Karte)                                                                                |           | einzelnes Baudenkmal |    |
| weitere Bilder Fotos hochladen | Mehrfamilienwohnhaus                                          | Grimmstraße 23 (Karte)                                                                                |           | einzelnes Baudenkmal |    |
| weitere Bilder Fotos hochladen | Mehrfamilienwohnhaus                                          | Grimmstraße 25 (Karte)                                                                                |           | einzelnes Baudenkmal |    |
| weitere Bilder Fotos hochladen | Mehrfamilienwohnhaus                                          | Grimmstraße 27 (Karte)                                                                                |           | einzelnes Baudenkmal |    |
| weitere Bilder Fotos hochladen | Mehrfamilienwohnhaus                                          | Grimmstraße 29 (Karte)                                                                                |           | einzelnes Baudenkmal |    |
| weitere Bilder Fotos hochladen | Mehrfamilienwohnhaus                                          | Grimmstraße 31 (Karte)                                                                                |           | einzelnes Baudenkmal |    |
| weitere Bilder Fotos hochladen | Wohnhaus                                                      | Gustav-Freytag-Straße 6 (Karte)                                                                       |           | einzelnes Baudenkmal |    |
| weitere Bilder Fotos hochladen | Einfriedung                                                   | Gustav-Freytag-Straße 6 (Karte)                                                                       |           | einzelnes Baudenkmal |    |
| weitere Bilder Fotos hochladen |                                                               | Gustav-Freytag-Straße 9a (Karte)                                                                      |           | Teil des Ensembles Bauliche Gesamtanlage Wohnanlage Hopfenberg |    |
| weitere Bilder Fotos hochladen | Wohnhaus                                                      | Gustav-Freytag-Straße 21 (Karte)                                                                      |           | einzelnes Baudenkmal |    |
| weitere Bilder Fotos hochladen | Wohnhaus                                                      | Gustav-Freytag-Straße 25 (Karte)                                                                      |           | einzelnes Baudenkmal |    |
| weitere Bilder Fotos hochladen | Einfriedung                                                   | Gustav-Freytag-Straße 25 (Karte)                                                                      |           | einzelnes Baudenkmal |    |
| weitere Bilder Fotos hochladen | Wohnhaus                                                      | Gustav-Freytag-Straße 31 (Karte)                                                                      |           | einzelnes Baudenkmal |    |
| weitere Bilder Fotos hochladen | Einfriedung                                                   | Gustav-Freytag-Straße 31 (Karte)                                                                      |           | einzelnes Baudenkmal |    |
| weitere Bilder Fotos hochladen | Wohnhaus                                                      | Gustav-Freytag-Straße 32 (Karte)                                                                      |           | einzelnes Baudenkmal |    |
| BW                             | Gartenloggia                                                  | Gustav-Freytag-Straße 36 (Karte)                                                                      |           | einzelnes Baudenkmal |    |
| weitere Bilder Fotos hochladen | Gartenloggia                                                  | Gustav-Freytag-Straße 37 (Karte)                                                                      |           | einzelnes Baudenkmal |    |
| weitere Bilder Fotos hochladen |                                                               | Gustav-Freytag-Straße 58 (Karte)                                                                      |           | Teil des Ensembles Bauliche Gesamtanlage Wohnanlage Hopfenberg |    |
| weitere Bilder Fotos hochladen | Schulgebäude                                                  | Gustav-Freytag-Straße 65 (Karte)                                                                      |           | einzelnes Baudenkmal; Teil des Ensembles Bauliche Gesamtanlage Repräsentationsachse Arnstädter Straße |    |
| weitere Bilder Fotos hochladen | Einfriedung                                                   | Gustav-Freytag-Straße 65 (Karte)                                                                      |           | einzelnes Baudenkmal; Teil des Ensembles Bauliche Gesamtanlage Repräsentationsachse Arnstädter Straße |    |
| BW                             |                                                               | Heinrich-Heine-Straße 1 (Karte)                                                                       |           | Kennzeichnendes Straßen- und Platzbild Stadterweiterung Löberfeld |    |
| weitere Bilder Fotos hochladen | Senioren- u. Pflegeheim                                       | Heinrich-Heine-Straße 2 (Karte)                                                                       |           | Teil des Ensembles Bauliche Gesamtanlage Repräsentationsachse Arnstädter Straße |    |
| weitere Bilder Fotos hochladen | Seniorenheim, ehem. Reichsbahn-Waisenhort u. -Witwenhaus      | Heinrich-Heine-Straße 3 (Karte)                                                                       |           | einzelnes Baudenkmal; Teil des Ensembles Bauliche Gesamtanlage Repräsentationsachse Arnstädter Straße |    |
| weitere Bilder Fotos hochladen | Wohnblock                                                     | Heinrich-Heine-Straße 24 (Karte)                                                                      |           | einzelnes Baudenkmal; Teil des Ensembles Bauliche Gesamtanlage Repräsentationsachse Arnstädter Straße |    |
| BW                             | Einfriedung                                                   | Heinrich-Heine-Straße 24 (Karte)                                                                      |           | einzelnes Baudenkmal; Teil des Ensembles Bauliche Gesamtanlage Repräsentationsachse Arnstädter Straße |    |
| weitere Bilder Fotos hochladen |                                                               | Heinrich-Mann-Straße 1 (Karte)                                                                        |           | Teil des Ensembles Kennzeichnendes Straßen- und Platzbild Stadterweiterung Löberfeld |    |
| weitere Bilder Fotos hochladen |                                                               | Heinrich-Mann-Straße 2 (Karte)                                                                        |           | Teil des Ensembles Kennzeichnendes Straßen- und Platzbild Stadterweiterung Löberfeld |    |
| BW                             |                                                               | Heinrich-Mann-Straße 3 (Karte)                                                                        |           | Teil des Ensembles Kennzeichnendes Straßen- und Platzbild Stadterweiterung Löberfeld |    |
| weitere Bilder Fotos hochladen | Verwaltungsgebäude                                            | Heinrich-Mann-Straße 3a (Karte)                                                                       |           | einzelnes Baudenkmal; Teil des Ensembles Kennzeichnendes Straßen- und Platzbild Stadterweiterung Löberfeld |    |
| weitere Bilder Fotos hochladen |                                                               | Heinrich-Mann-Straße 4 (Karte)                                                                        |           | Teil des Ensembles Kennzeichnendes Straßen- und Platzbild Stadterweiterung Löberfeld |    |
| weitere Bilder Fotos hochladen | Verwaltungsgebäude                                            | Heinrich-Mann-Straße 5 (Karte)                                                                        |           | einzelnes Baudenkmal; Teil des Ensembles Kennzeichnendes Straßen- und Platzbild Stadterweiterung Löberfeld |    |
| BW                             | Wohnhaus                                                      | Heinrich-Mann-Straße 6 (Karte)                                                                        |           | einzelnes Baudenkmal; Teil des Ensembles Kennzeichnendes Straßen- und Platzbild Stadterweiterung Löberfeld |    |
| BW                             | Einfriedung                                                   | Heinrich-Mann-Straße 6 (Karte)                                                                        |           | einzelnes Baudenkmal; Teil des Ensembles Kennzeichnendes Straßen- und Platzbild Stadterweiterung Löberfeld |    |
| weitere Bilder Fotos hochladen | Verwaltungsbäude                                              | Heinrich-Mann-Straße 7 (Karte)                                                                        |           | einzelnes Baudenkmal; Teil des Ensembles Kennzeichnendes Straßen- und Platzbild Stadterweiterung Löberfeld |    |
| weitere Bilder Fotos hochladen | Wohnhaus                                                      | Heinrich-Mann-Straße 8 (Karte)                                                                        |           | einzelnes Baudenkmal; Teil des Ensembles Kennzeichnendes Straßen- und Platzbild Stadterweiterung Löberfeld |    |
| BW                             | Einfriedung                                                   | Heinrich-Mann-Straße 8 (Karte)                                                                        |           | einzelnes Baudenkmal; Teil des Ensembles Kennzeichnendes Straßen- und Platzbild Stadterweiterung Löberfeld |    |
| weitere Bilder Fotos hochladen | Wohnhaus                                                      | Heinrich-Mann-Straße 17 (Karte)                                                                       |           | einzelnes Baudenkmal; Teil des Ensembles Kennzeichnendes Straßen- und Platzbild Stadterweiterung Löberfeld |    |
| weitere Bilder Fotos hochladen | Einfriedung                                                   | Heinrich-Mann-Straße 17 (Karte)                                                                       |           | einzelnes Baudenkmal; Teil des Ensembles Kennzeichnendes Straßen- und Platzbild Stadterweiterung Löberfeld |    |
| weitere Bilder Fotos hochladen | Wohnhaus                                                      | Heinrich-Mann-Straße 22 (Karte)                                                                       |           | einzelnes Baudenkmal; Teil des Ensembles Kennzeichnendes Straßen- und Platzbild Stadterweiterung Löberfeld |    |
| BW                             | Wohnhaus                                                      | Herderstraße 15 (Karte)                                                                               |           | einzelnes Baudenkmal |    |
| weitere Bilder Fotos hochladen | Pfarrhaus                                                     | Humboldtstraße 16 (Karte)                                                                             |           | einzelnes Baudenkmal |    |
| weitere Bilder Fotos hochladen | Einfriedung                                                   | Humboldtstraße 16 (Karte)                                                                             |           | einzelnes Baudenkmal |    |
| weitere Bilder Fotos hochladen | Seniorenheim, ehem. Reichsbahn-Waisenhort u. -Witwenhaus      | Humboldtstraße 25 (Karte)                                                                             |           | einzelnes Baudenkmal |    |
| weitere Bilder Fotos hochladen | Verwaltungsgebäude Hochhaus                                   | Jürgen-Fuchs-Straße 1 (Karte)                                                                         |           | einzelnes Baudenkmal; Teil des Ensembles Bauliche Gesamtanlage Repräsentationsachse Arnstädter Straße |    |
| weitere Bilder Fotos hochladen |                                                               | Jürgen-Fuchs-Straße 1a (Karte)                                                                        |           | Teil des Ensembles Bauliche Gesamtanlage Repräsentationsachse Arnstädter Straße |    |
| weitere Bilder Fotos hochladen |                                                               | Jürgen-Fuchs-Straße 2 (Karte)                                                                         |           | Teil des Ensembles Bauliche Gesamtanlage Repräsentationsachse Arnstädter Straße |    |
| weitere Bilder Fotos hochladen |                                                               | Löberstraße 31 (Karte)                                                                                |           | Teil des Ensembles Bauliche Gesamtanlage Mietshausviertel Löberwallgraben / östliche Schillerstraße |    |
| weitere Bilder Fotos hochladen |                                                               | Löberstraße 33 (Karte)                                                                                |           | Teil des Ensembles Bauliche Gesamtanlage Mietshausviertel Löberwallgraben / östliche Schillerstraße |    |
| BW                             |                                                               | Löberstraße 34 (Karte)                                                                                |           | Teil des Ensembles Bauliche Gesamtanlage Mietshausviertel Löberwallgraben / östliche Schillerstraße |    |
| weitere Bilder Fotos hochladen | Richard-Breslau-Denkmal                                       | Löberwallgraben (Karte)                                                                               |           | einzelnes Baudenkmal |    |
| weitere Bilder Fotos hochladen |                                                               | Löberwallgraben 1 (Karte)                                                                             |           | Teil des Ensembles Bauliche Gesamtanlage Mietshausviertel Löberwallgraben / östliche Schillerstraße |    |
| weitere Bilder Fotos hochladen |                                                               | Löberwallgraben 2 (Karte)                                                                             |           | Teil des Ensembles Bauliche Gesamtanlage Mietshausviertel Löberwallgraben / östliche Schillerstraße |    |
| weitere Bilder Fotos hochladen |                                                               | Löberwallgraben 3 (Karte)                                                                             |           | Teil des Ensembles Bauliche Gesamtanlage Mietshausviertel Löberwallgraben / östliche Schillerstraße |    |
| weitere Bilder Fotos hochladen | Wohnhaus                                                      | Löberwallgraben 4 (Karte)                                                                             |           | einzelnes Baudenkmal; Teil des Ensembles Bauliche Gesamtanlage Mietshausviertel Löberwallgraben / östliche Schillerstraße |    |
| weitere Bilder Fotos hochladen |                                                               | Löberwallgraben 7 (Karte)                                                                             |           | Teil des Ensembles Bauliche Gesamtanlage Mietshausviertel Löberwallgraben / östliche Schillerstraße |    |
| weitere Bilder Fotos hochladen |                                                               | Löberwallgraben 8 (Karte)                                                                             |           | Teil des Ensembles Bauliche Gesamtanlage Mietshausviertel Löberwallgraben / östliche Schillerstraße |    |
| weitere Bilder Fotos hochladen |                                                               | Löberwallgraben 9 (Karte)                                                                             |           | Teil des Ensembles Bauliche Gesamtanlage Mietshausviertel Löberwallgraben / östliche Schillerstraße |    |
| weitere Bilder Fotos hochladen |                                                               | Löberwallgraben 10 (Karte)                                                                            |           | Teil des Ensembles Bauliche Gesamtanlage Mietshausviertel Löberwallgraben / östliche Schillerstraße |    |
| weitere Bilder Fotos hochladen | Wohnhaus                                                      | Löberwallgraben 11 (Karte)                                                                            |           | einzelnes Baudenkmal; Teil des Ensembles Bauliche Gesamtanlage Mietshausviertel Löberwallgraben / östliche Schillerstraße |    |
| weitere Bilder Fotos hochladen | Wohnhaus                                                      | Löberwallgraben 12 (Karte)                                                                            |           | einzelnes Baudenkmal; Teil des Ensembles Bauliche Gesamtanlage Mietshausviertel Löberwallgraben / östliche Schillerstraße |    |
| weitere Bilder Fotos hochladen | Wohnhaus                                                      | Löberwallgraben 13 (Karte)                                                                            |           | einzelnes Baudenkmal; Teil des Ensembles Bauliche Gesamtanlage Mietshausviertel Löberwallgraben / östliche Schillerstraße |    |
| weitere Bilder Fotos hochladen | Wohnhaus                                                      | Löberwallgraben 14 (Karte)                                                                            |           | einzelnes Baudenkmal; Teil des Ensembles Bauliche Gesamtanlage Mietshausviertel Löberwallgraben / östliche Schillerstraße |    |
| weitere Bilder Fotos hochladen | Wohnhaus                                                      | Löberwallgraben 15 (Karte)                                                                            |           | einzelnes Baudenkmal; Teil des Ensembles Bauliche Gesamtanlage Mietshausviertel Löberwallgraben / östliche Schillerstraße |    |
| weitere Bilder Fotos hochladen |                                                               | Löberwallgraben 16 (Karte)                                                                            |           | Teil des Ensembles Bauliche Gesamtanlage Mietshausviertel Löberwallgraben / östliche Schillerstraße |    |
| weitere Bilder Fotos hochladen |                                                               | Löberwallgraben 17 (Karte)                                                                            |           | Teil des Ensembles Bauliche Gesamtanlage Mietshausviertel Löberwallgraben / östliche Schillerstraße |    |
| weitere Bilder Fotos hochladen |                                                               | Löberwallgraben 18 (Karte)                                                                            |           | Teil des Ensembles Bauliche Gesamtanlage Mietshausviertel Löberwallgraben / östliche Schillerstraße |    |
| weitere Bilder Fotos hochladen | Wohnhaus                                                      | Löberwallgraben 19 (Karte)                                                                            |           | einzelnes Baudenkmal; Teil des Ensembles Bauliche Gesamtanlage Mietshausviertel Löberwallgraben / östliche Schillerstraße |    |
| weitere Bilder Fotos hochladen |                                                               | Löberwallgraben 20 (Karte)                                                                            |           | Teil des Ensembles Bauliche Gesamtanlage Mietshausviertel Löberwallgraben / östliche Schillerstraße |    |
| weitere Bilder Fotos hochladen |                                                               | Löberwallgraben 21 (Karte)                                                                            |           | Teil des Ensembles Bauliche Gesamtanlage Mietshausviertel Löberwallgraben / östliche Schillerstraße |    |
| weitere Bilder Fotos hochladen |                                                               | Löberwallgraben 22 (Karte)                                                                            |           | Teil des Ensembles Bauliche Gesamtanlage Mietshausviertel Löberwallgraben / östliche Schillerstraße |    |
| weitere Bilder Fotos hochladen |                                                               | Löberwallgraben 24 (Karte)                                                                            |           | Teil des Ensembles Bauliche Gesamtanlage Mietshausviertel Löberwallgraben / östliche Schillerstraße |    |
| weitere Bilder Fotos hochladen | Wohnhaus Senioren- und Pflegeheim                             | Parkstraße 1 (Karte)                                                                                  |           | einzelnes Baudenkmal |    |
| weitere Bilder Fotos hochladen | Einfriedung                                                   | Parkstraße 1 (Karte)                                                                                  |           | einzelnes Baudenkmal |    |
| weitere Bilder Fotos hochladen | Senioren- und Pflegeheim                                      | Parkstraße 1a (Karte)                                                                                 |           | einzelnes Baudenkmal |    |
| weitere Bilder Fotos hochladen | Wohnhaus Senioren- und Pflegeheim                             | Parkstraße 2 (Karte)                                                                                  |           | einzelnes Baudenkmal |    |
| weitere Bilder Fotos hochladen | Wohn- und Nebengebäude der Villa Stürcke                      | Parkstraße 2a (Karte)                                                                                 |           | einzelnes Baudenkmal |    |
| weitere Bilder Fotos hochladen | Wohn- und Nebengebäude der Villa Stürcke                      | Parkstraße 2b (Karte)                                                                                 |           | einzelnes Baudenkmal |    |
| weitere Bilder Fotos hochladen | Wohn- und Nebengebäude der Villa Stürcke                      | Parkstraße 2c (Karte)                                                                                 |           | einzelnes Baudenkmal |    |
| weitere Bilder Fotos hochladen | Wohn- und Nebengebäude der Villa Stürcke                      | Parkstraße 2d (Karte)                                                                                 |           | einzelnes Baudenkmal |    |
| weitere Bilder Fotos hochladen | Wohn- und Nebengebäude der Villa Stürcke                      | Parkstraße 2e (Karte)                                                                                 |           | einzelnes Baudenkmal |    |
| weitere Bilder Fotos hochladen | Villa Stürcke                                                 | Parkstraße 3 (Karte)                                                                                  |           | einzelnes Baudenkmal |    |
| weitere Bilder Fotos hochladen |                                                               | Puschkinstraße 11 (Karte)                                                                             |           | Teil des Ensembles Kennzeichnendes Straßen- und Platzbild Stadterweiterung Löberfeld |    |
| weitere Bilder Fotos hochladen | Pfarrhaus                                                     | Puschkinstraße 11a (Karte)                                                                            |           | mit Ausstattung; einzelnes Kulturdenkmal; Teil des Ensembles Kennzeichnendes Straßen- und Platzbild Stadterweiterung Löberfeld |    |
| BW                             | Einfriedung                                                   | Puschkinstraße 11a (Karte)                                                                            |           | einzelnes Kulturdenkmal; Teil des Ensembles Kennzeichnendes Straßen- und Platzbild Stadterweiterung Löberfeld |    |
| weitere Bilder Fotos hochladen |                                                               | Puschkinstraße 18 (Karte)                                                                             |           | Teil des Ensembles Kennzeichnendes Straßen- und Platzbild Stadterweiterung Löberfeld |    |
| weitere Bilder Fotos hochladen |                                                               | Puschkinstraße 19 (Karte)                                                                             |           | Teil des Ensembles Kennzeichnendes Straßen- und Platzbild Stadterweiterung Löberfeld |    |
| weitere Bilder Fotos hochladen |                                                               | Puschkinstraße 20 (Karte)                                                                             |           | ' Teil des Ensembles Kennzeichnendes Straßen- und Platzbild Stadterweiterung Löberfeld |    |
| weitere Bilder Fotos hochladen |                                                               | Puschkinstraße 21 (Karte)                                                                             |           | Teil des Ensembles Kennzeichnendes Straßen- und Platzbild Stadterweiterung Löberfeld |    |
| weitere Bilder Fotos hochladen |                                                               | Richard-Eiling-Straße 1 (Karte)                                                                       |           | Teil des Ensembles Bauliche Gesamtanlage Mietshausviertel Löberwallgraben / östliche Schillerstraße |    |
| weitere Bilder Fotos hochladen |                                                               | Richard-Eiling-Straße 2 (Karte)                                                                       |           | Teil des Ensembles Bauliche Gesamtanlage Mietshausviertel Löberwallgraben / östliche Schillerstraße |    |
| weitere Bilder Fotos hochladen |                                                               | Richard-Eiling-Straße 3 (Karte)                                                                       |           | Teil des Ensembles Bauliche Gesamtanlage Mietshausviertel Löberwallgraben / östliche Schillerstraße |    |
| weitere Bilder Fotos hochladen |                                                               | Richard-Eiling-Straße 4 (Karte)                                                                       |           | Teil des Ensembles Bauliche Gesamtanlage Mietshausviertel Löberwallgraben / östliche Schillerstraße |    |
| weitere Bilder Fotos hochladen |                                                               | Richard-Eiling-Straße 5 (Karte)                                                                       |           | Teil des Ensembles Bauliche Gesamtanlage Mietshausviertel Löberwallgraben / östliche Schillerstraße |    |
| weitere Bilder Fotos hochladen | Wohnhaus                                                      | Richard-Eiling-Straße 6 (Karte)                                                                       |           | einzelnes Kulturdenkmal; Teil des Ensembles Bauliche Gesamtanlage Mietshausviertel Löberwallgraben / östliche Schillerstraße |    |
| weitere Bilder Fotos hochladen |                                                               | Robert-Koch-Straße 1 (Karte)                                                                          |           | Teil des Ensembles Kennzeichnendes Straßen- und Platzbild Stadterweiterung Löberfeld |    |
| weitere Bilder Fotos hochladen |                                                               | Robert-Koch-Straße 2 (Karte)                                                                          |           | Teil des Ensembles Kennzeichnendes Straßen- und Platzbild Stadterweiterung Löberfeld |    |
| weitere Bilder Fotos hochladen |                                                               | Robert-Koch-Straße 3 (Karte)                                                                          |           | Teil des Ensembles Kennzeichnendes Straßen- und Platzbild Stadterweiterung Löberfeld |    |
| weitere Bilder Fotos hochladen |                                                               | Robert-Koch-Straße 4 (Karte)                                                                          |           | Teil des Ensembles Kennzeichnendes Straßen- und Platzbild Stadterweiterung Löberfeld |    |
| weitere Bilder Fotos hochladen | Wohnhaus                                                      | Schillerstraße 2 (Karte)                                                                              |           | einzelnes Kulturdenkmal; Teil des Ensembles Bauliche Gesamtanlage Mietshausviertel Löberwallgraben / östliche Schillerstraße |    |
| weitere Bilder Fotos hochladen | Industriegebäude Brauerei                                     | Schillerstraße 7 (Karte)                                                                              |           | einzelnes Kulturdenkmal |    |
| weitere Bilder Fotos hochladen | Wohnhaus                                                      | Schillerstraße 8 (Karte)                                                                              |           | einzelnes Kulturdenkmal; Teil des Ensembles Bauliche Gesamtanlage Mietshausviertel Löberwallgraben / östliche Schillerstraße |    |
| BW                             | Industriegebäude                                              | Schillerstraße 9 (Karte)                                                                              |           | einzelnes Kulturdenkmal |    |
| weitere Bilder Fotos hochladen |                                                               | Schillerstraße 10 (Karte)                                                                             |           | einzelnes Kulturdenkmal; Teil des Ensembles Bauliche Gesamtanlage Mietshausviertel Löberwallgraben / östliche Schillerstraße |    |
| weitere Bilder Fotos hochladen |                                                               | Schillerstraße 12 (Karte)                                                                             |           | einzelnes Kulturdenkmal; Teil des Ensembles Bauliche Gesamtanlage Mietshausviertel Löberwallgraben / östliche Schillerstraße |    |
| weitere Bilder Fotos hochladen |                                                               | Schillerstraße 14 (Karte)                                                                             |           | einzelnes Kulturdenkmal; Teil des Ensembles Bauliche Gesamtanlage Mietshausviertel Löberwallgraben / östliche Schillerstraße |    |
| weitere Bilder Fotos hochladen |                                                               | Schillerstraße 16 (Karte)                                                                             |           | einzelnes Kulturdenkmal; Teil des Ensembles Bauliche Gesamtanlage Mietshausviertel Löberwallgraben / östliche Schillerstraße |    |
| weitere Bilder Fotos hochladen |                                                               | Schillerstraße 18 (Karte)                                                                             |           | einzelnes Kulturdenkmal; Teil des Ensembles Bauliche Gesamtanlage Mietshausviertel Löberwallgraben / östliche Schillerstraße |    |
| weitere Bilder Fotos hochladen |                                                               | Schillerstraße 24 (Karte)                                                                             |           | einzelnes Kulturdenkmal; Teil des Ensembles Bauliche Gesamtanlage Mietshausviertel Löberwallgraben / östliche Schillerstraße |    |
| weitere Bilder Fotos hochladen | Verwaltungsgebäude                                            | Schillerstraße 25 (Karte)                                                                             |           | einzelnes Kulturdenkmal; Teil des Ensembles Kennzeichnendes Straßen- und Platzbild Stadterweiterung Löberfeld |    |
| weitere Bilder Fotos hochladen | Verwaltungsgebäude                                            | Schillerstraße 25a (Karte)                                                                            |           | einzelnes Kulturdenkmal; Teil des Ensembles Kennzeichnendes Straßen- und Platzbild Stadterweiterung Löberfeld |    |
| weitere Bilder Fotos hochladen |                                                               | Schillerstraße 26 (Karte)                                                                             |           | einzelnes Kulturdenkmal; Teil des Ensembles Bauliche Gesamtanlage Mietshausviertel Löberwallgraben / östliche Schillerstraße |    |
| weitere Bilder Fotos hochladen | Verwaltungsgebäude                                            | Schillerstraße 27 (Karte)                                                                             |           | ehemalige Hauptverwaltung der Versicherungsgesellschaft Thuringia; einzelnes Kulturdenkmal; Teil des Ensembles Kennzeichnendes Straßen- und Platzbild Stadterweiterung Löberfeld |    |
| weitere Bilder Fotos hochladen |                                                               | Schillerstraße 28 (Karte)                                                                             |           | Teil des Ensembles Bauliche Gesamtanlage Mietshausviertel Löberwallgraben / östliche Schillerstraße |    |
| weitere Bilder Fotos hochladen |                                                               | Schillerstraße 30 (Karte)                                                                             |           | Teil des Ensembles Bauliche Gesamtanlage Mietshausviertel Löberwallgraben / östliche Schillerstraße |    |
| weitere Bilder Fotos hochladen |                                                               | Schillerstraße 32 (Karte)                                                                             |           | Teil des Ensembles Bauliche Gesamtanlage Mietshausviertel Löberwallgraben / östliche Schillerstraße |    |
| weitere Bilder Fotos hochladen | Schulgebäude                                                  | Schillerstraße 33 (Karte)                                                                             |           | erbaut 1894–1896 als staatliches Gymnasium mit Direktorwohnhaus; einzelnes Kulturdenkmal; Teil des Ensembles Kennzeichnendes Straßen- und Platzbild Stadterweiterung Löberfeld |    |
| weitere Bilder Fotos hochladen | Turnhalle                                                     | Schillerstraße 33 (Karte)                                                                             |           | einzelnes Kulturdenkmal; Teil des Ensembles Kennzeichnendes Straßen- und Platzbild Stadterweiterung Löberfeld |    |
| weitere Bilder Fotos hochladen | Wohnhaus                                                      | Schillerstraße 33 (Karte)                                                                             |           | erbaut 1894–1896 als staatliches Gymnasium mit Direktorwohnhaus; einzelnes Kulturdenkmal; Teil des Ensembles Kennzeichnendes Straßen- und Platzbild Stadterweiterung Löberfeld |    |
| weitere Bilder Fotos hochladen | Einfriedung                                                   | Schillerstraße 33 (Karte)                                                                             |           | einzelnes Kulturdenkmal; Teil des Ensembles Kennzeichnendes Straßen- und Platzbild Stadterweiterung Löberfeld |    |
| weitere Bilder Fotos hochladen |                                                               | Schillerstraße 34 (Karte)                                                                             |           | Teil des Ensembles Bauliche Gesamtanlage Mietshausviertel Löberwallgraben / östliche Schillerstraße |    |
| weitere Bilder Fotos hochladen | Wohnhaus                                                      | Schillerstraße 42 (Karte)                                                                             |           | einzelnes Kulturdenkmal; Teil des Ensembles Kennzeichnendes Straßen- und Platzbild Stadterweiterung Löberfeld |    |
| weitere Bilder Fotos hochladen | Verwaltungsgebäude                                            | Schillerstraße 44 (Karte)                                                                             |           | erbaut 1929–1930 als Landesarbeitsamt Mitteldeutschland der Reichsanstalt für Arbeitsvermittlung und Arbeitslosenversicherung, nach 1945 als Gewerkschaftsschule genutzt; einzelnes Kulturdenkmal; Teil des Ensembles Kennzeichnendes Straßen- und Platzbild Stadterweiterung Löberfeld |    |
| weitere Bilder Fotos hochladen |                                                               | Schillerstraße 46 (Karte)                                                                             |           | Teil des Ensembles Kennzeichnendes Straßen- und Platzbild Stadterweiterung Löberfeld |    |
| weitere Bilder Fotos hochladen | Thomaskirche                                                  | Schillerstraße 50 (Karte)                                                                             | 1902      | mit Ausstattung; einzelnes Kulturdenkmal; Teil des Ensembles Kennzeichnendes Straßen- und Platzbild Stadterweiterung Löberfeld |    |
| BW                             |                                                               | Schillerstraße 52 (Karte)                                                                             |           | Teil des Ensembles Kennzeichnendes Straßen- und Platzbild Stadterweiterung Löberfeld |    |
| weitere Bilder Fotos hochladen | Wohnhaus                                                      | Schulze-Delitzsch-Straße 9 (Karte)                                                                    |           | einzelnes Kulturdenkmal; Teil des Ensembles Bauliche Gesamtanlage Wohnanlage Östliches Löberfeld |    |
| weitere Bilder Fotos hochladen |                                                               | Schulze-Delitzsch-Straße 10 (Karte)                                                                   |           | Teil des Ensembles Bauliche Gesamtanlage Wohnanlage Östliches Löberfeld |    |
| weitere Bilder Fotos hochladen |                                                               | Schulze-Delitzsch-Straße 11 (Karte)                                                                   |           | Teil des Ensembles Bauliche Gesamtanlage Wohnanlage Östliches Löberfeld |    |
| weitere Bilder Fotos hochladen | Industriegebäude                                              | Schulze-Delitzsch-Straße 12 (Karte)                                                                   |           | einzelnes Kulturdenkmal;Teil des Ensembles Bauliche Gesamtanlage Wohnanlage Östliches Löberfeld |    |
| weitere Bilder Fotos hochladen | Wohnhaus                                                      | Schulze-Delitzsch-Straße 12 (Karte)                                                                   |           | einzelnes Kulturdenkmal; Teil des Ensembles Bauliche Gesamtanlage Wohnanlage Östliches Löberfeld |    |
| weitere Bilder Fotos hochladen |                                                               | Schulze-Delitzsch-Straße 17 (Karte)                                                                   |           | Teil des Ensembles Bauliche Gesamtanlage Wohnanlage Östliches Löberfeld |    |
| weitere Bilder Fotos hochladen |                                                               | Schulze-Delitzsch-Straße 18 (Karte)                                                                   |           | Teil des Ensembles Bauliche Gesamtanlage Wohnanlage Östliches Löberfeld |    |
| weitere Bilder Fotos hochladen | Industriegebäude, ehemals Steigerbrauerei                     | Steigerstraße 24 (Karte)                                                                              |           | einzelnes Kulturdenkmal |    |
| weitere Bilder Fotos hochladen |                                                               | Tschaikowskistraße 1 (Karte)                                                                          |           | Teil des Ensembles Bauliche Gesamtanlage Repräsentationsachse Arnstädter Straße |    |
| weitere Bilder Fotos hochladen |                                                               | Tschaikowskistraße 2 (Karte)                                                                          |           | Teil des Ensembles Bauliche Gesamtanlage Repräsentationsachse Arnstädter Straße |    |
| weitere Bilder Fotos hochladen |                                                               | Tschaikowskistraße 3 (Karte)                                                                          |           | Teil des Ensembles Bauliche Gesamtanlage Repräsentationsachse Arnstädter Straße |    |
| weitere Bilder Fotos hochladen |                                                               | Tschaikowskistraße 4 (Karte)                                                                          |           | Teil des Ensembles Bauliche Gesamtanlage Repräsentationsachse Arnstädter Straße |    |
| weitere Bilder Fotos hochladen |                                                               | Tschaikowskistraße 5 (Karte)                                                                          |           | Teil des Ensembles Bauliche Gesamtanlage Repräsentationsachse Arnstädter Straße |    |
| weitere Bilder Fotos hochladen |                                                               | Tschaikowskistraße 6 (Karte)                                                                          |           | Teil des Ensembles Bauliche Gesamtanlage Repräsentationsachse Arnstädter Straße |    |
| BW                             |                                                               | Tschaikowskistraße 6a (Karte)                                                                         |           | Teil des Ensembles Bauliche Gesamtanlage Repräsentationsachse Arnstädter Straße |    |
| weitere Bilder Fotos hochladen |                                                               | Tschaikowskistraße 7 (Karte)                                                                          |           | Teil des Ensembles Bauliche Gesamtanlage Repräsentationsachse Arnstädter Straße |    |
| weitere Bilder Fotos hochladen |                                                               | Tschaikowskistraße 8 (Karte)                                                                          |           | Teil des Ensembles Bauliche Gesamtanlage Repräsentationsachse Arnstädter Straße |    |
| weitere Bilder Fotos hochladen |                                                               | Tschaikowskistraße 21 (Karte)                                                                         |           | Teil des Ensembles Bauliche Gesamtanlage Wohnanlage Östliches Löberfeld |    |
| weitere Bilder Fotos hochladen |                                                               | Tschaikowskistraße 23 (Karte)                                                                         |           | Teil des Ensembles Bauliche Gesamtanlage Wohnanlage Östliches Löberfeld |    |
| weitere Bilder Fotos hochladen |                                                               | Tschaikowskistraße 25 (Karte)                                                                         |           | Teil des Ensembles Bauliche Gesamtanlage Wohnanlage Östliches Löberfeld |    |
| weitere Bilder Fotos hochladen |                                                               | Tschaikowskistraße 27 (Karte)                                                                         |           | Teil des Ensembles Bauliche Gesamtanlage Wohnanlage Östliches Löberfeld |    |
| weitere Bilder Fotos hochladen |                                                               | Tschaikowskistraße 29 (Karte)                                                                         |           | Teil des Ensembles Bauliche Gesamtanlage Wohnanlage Östliches Löberfeld |    |
| weitere Bilder Fotos hochladen |                                                               | Tschaikowskistraße 31 (Karte)                                                                         |           | Teil des Ensembles Bauliche Gesamtanlage Wohnanlage Östliches Löberfeld |    |
| weitere Bilder Fotos hochladen | Wohnblock                                                     | Viktor-Scheffel-Straße 1 (Karte)                                                                      |           | Teil des Ensembles Bauliche Gesamtanlage Repräsentationsachse Arnstädter Straße |    |
| weitere Bilder Fotos hochladen | Wohnblock                                                     | Viktor-Scheffel-Straße 1a (Karte)                                                                     |           | einzelnes Kulturdenkmal; Teil des Ensembles Bauliche Gesamtanlage Repräsentationsachse Arnstädter Straße |    |
| weitere Bilder Fotos hochladen | Einfriedung                                                   | Viktor-Scheffel-Straße 1a (Karte)                                                                     |           | einzelnes Kulturdenkmal; Teil des Ensembles Bauliche Gesamtanlage Repräsentationsachse Arnstädter Straße |    |
| weitere Bilder Fotos hochladen | Wohnblock                                                     | Viktor-Scheffel-Straße 1b (Karte)                                                                     |           | einzelnes Kulturdenkmal; Bauliche Gesamtanlage Repräsentationsachse Arnstädter Str. |    |
| BW                             | Einfriedung                                                   | Viktor-Scheffel-Straße 1b (Karte)                                                                     |           | einzelnes Kulturdenkmal; Bauliche Gesamtanlage Repräsentationsachse Arnstädter Str. |    |
| weitere Bilder Fotos hochladen | Wohnhaus                                                      | Viktor-Scheffel-Straße 61 (Karte)                                                                     |           | einzelnes Kulturdenkmal |    |
| BW                             | Pavillon                                                      | Viktor-Scheffel-Straße 61 (Karte)                                                                     |           | einzelnes Kulturdenkmal |    |
| weitere Bilder Fotos hochladen | Einfriedung                                                   | Viktor-Scheffel-Straße 61 (Karte)                                                                     |           | einzelnes Kulturdenkmal |    |
| weitere Bilder Fotos hochladen | Verwaltungsgebäude, ehem. Schützenhaus                        | Werner-Seelenbinder-Straße 1 (Karte)                                                                  |           | einzelnes Kulturdenkmal |    |
| weitere Bilder Fotos hochladen | Thüringenhalle                                                | Werner-Seelenbinder-Straße 2 (Karte)                                                                  |           | einzelnes Kulturdenkmal |    |
| weitere Bilder Fotos hochladen | Neuer Jüdischer Friedhof                                      | Werner-Seelenbinder-Straße 3 (Karte)                                                                  |           | einzelnes Kulturdenkmal |    |
| BW                             | Schulgebäude, ehem. Bezirksparteischule mit Kindereinrichtung | Werner-Seelenbinder-Straße 14 (Karte)                                                                 |           | einzelnes Kulturdenkmal |    |
| weitere Bilder Fotos hochladen | Wohnhaus                                                      | Windthorststraße 22 (Karte)                                                                           |           | einzelnes Kulturdenkmal |    |
| weitere Bilder Fotos hochladen | Wohnhaus                                                      | Windthorststraße 43 (Karte)                                                                           |           | einzelnes Kulturdenkmal |    |
| weitere Bilder Fotos hochladen | Wohnhaus                                                      | Windthorststraße 43 A (Karte)                                                                         |           | einzelnes Kulturdenkmal |    |

## Ehemalige Kulturdenkmale
| Bild                                    | Bezeichnung | Lage         | Datierung | Beschreibung         | ID |
| --------------------------------------- | ----------- | ------------ | --------- | -------------------- | -- |
| Direkt Bild zu diesem Denkmal hochladen | Remise      | Parkstraße 1 |           | einzelnes Baudenkmal |    |